# Góra Kamieńska
Góra Kamieńska (błędnie Góra Kamieńsk) – sztuczne wzgórze o wysokości 405,6 m n.p.m. powstałe jako zwałowisko zewnętrzne Kopalni Węgla Brunatnego „Bełchatów”, położone na terenie powiatu radomszczańskiego w gminie Kamieńsk, przy południowym krańcu Wysoczyzny Bełchatowskiej.

## Nazwa
Obecna nazwa wzniesienia (Góra Kamieńska) została ustalona w 1999 roku, na wniosek Rady Miejskiej w Kamieńsku.

## Charakterystyka
Wysokość względna wzniesienia wynosi około 195 metrów i jest to najwyższe wzniesienie w środkowej Polsce. Powierzchnia zajmowana przez górę to 1480 ha.
Góra Kamieńska powstała w wyniku pracy zwałowarek z nadkładu o objętości 1350 mln m³, który przykrywał znajdujące się na zachód od niej pokłady węgla brunatnego. Jej usypywanie rozpoczęto 6 czerwca 1977 roku, zakończono w listopadzie 1993 roku, kiedy KWB Bełchatów cały nadkład składowała już na zwałowisku wewnętrznym (zasypując miejsca, gdzie wydobyto cały pokład węgla).
Na szczycie Góry Kamieńskiej znajduje się Elektrownia Wiatrowa Kamieńsk, zaś na północnym zboczu do 2012 roku funkcjonowało niewielkie lotnisko cywilne Kamieńsk-Orla Góra.

## Turystyka
Na północno-wschodnim stoku góry znajduje się Ośrodek Sportu i Rekreacji Góra Kamieńsk. Wyposażony jest on w sztucznie naśnieżaną i oświetloną trasę narciarską, czteroosobową kolej krzesełkową o długości 760 m oraz dwa wyciągi talerzykowe o długościach 700 i 160 m. W lecie kolej umożliwia wjazd na szczyt góry z rowerem. Na Górze Kamieńskiej i w jej okolicach wyznaczone są też trzy trasy rowerowe o łącznej długości 42 km i zróżnicowanych poziomach trudności, w tym trasy do downhillu.

## Galeria

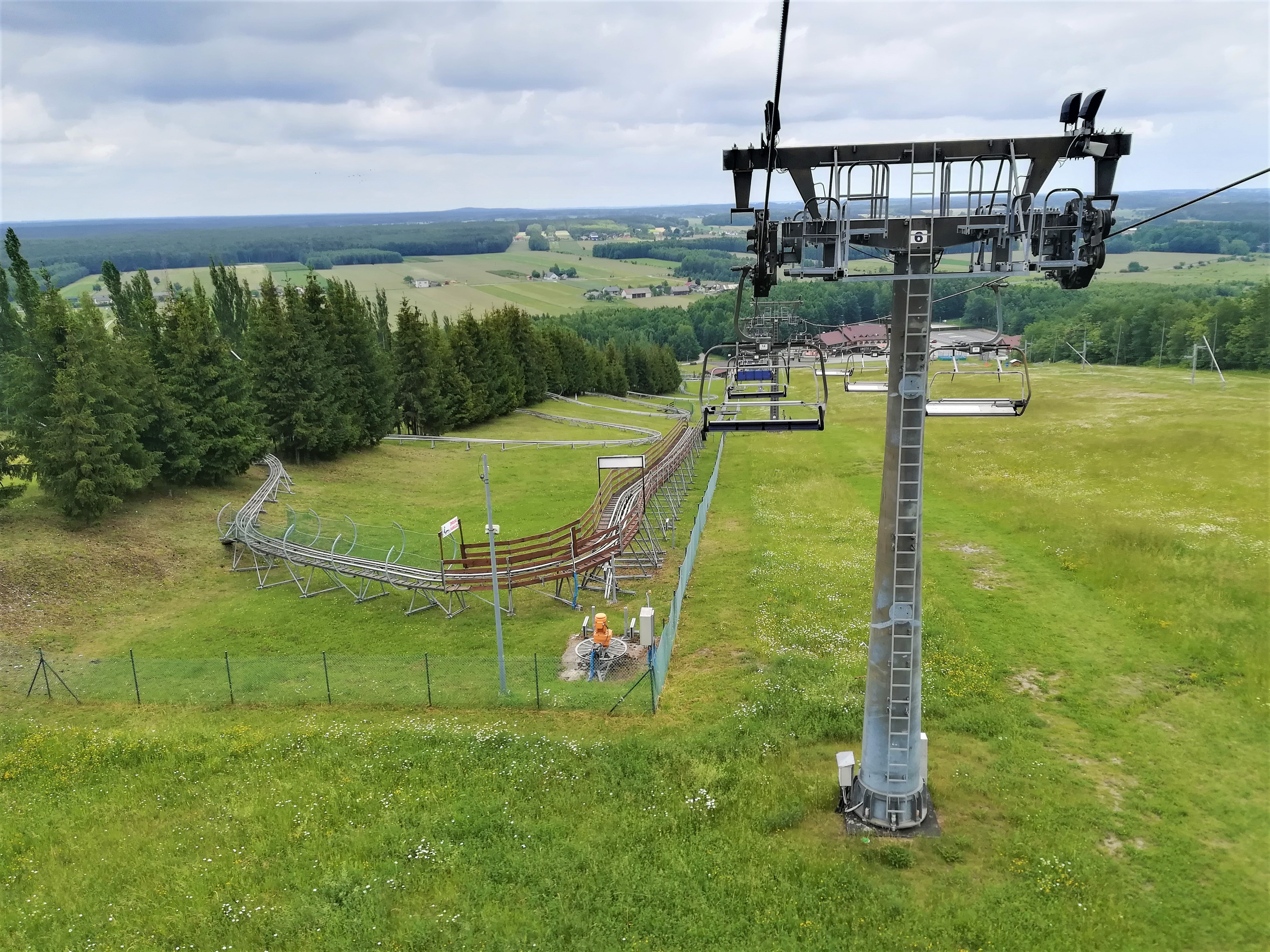
Kolej linowa i ośrodek sportowy
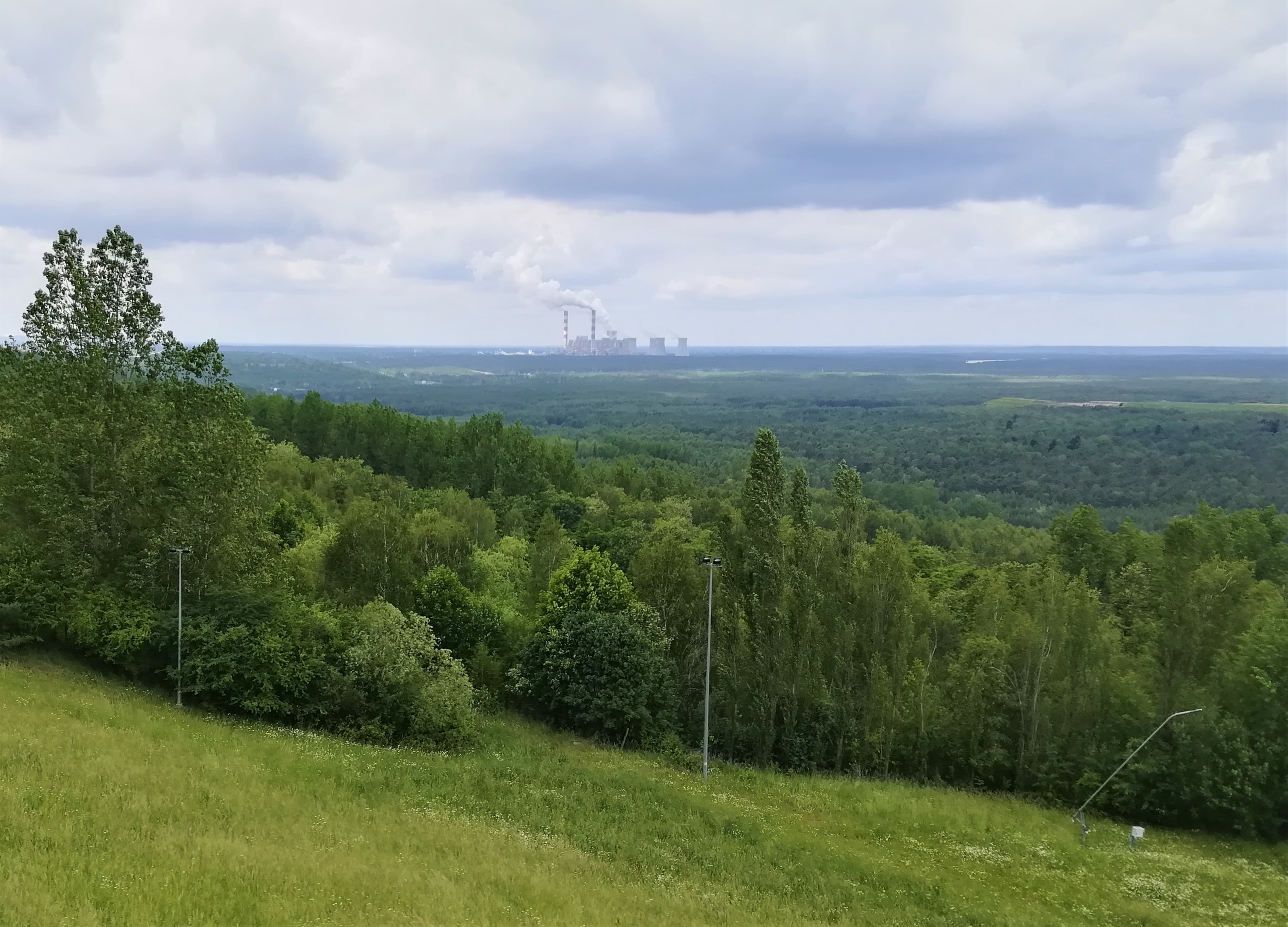
Widok na Elektrownię Bełchatów